# Tubastraea coccinea
Tubastraea coccinea är en korallart som beskrevs av René-Primevère Lesson 1829. Tubastraea coccinea ingår i släktet Tubastraea och familjen Dendrophylliidae. Inga underarter finns listade i Catalogue of Life.